# سكان ألبانيا
تتمتع ألبانيا بواحدة من أعلى معدلات العمر المتوقع في العالم، 77. 43 سنة. يعتبر المجتمع الألباني مجتمعا شابا، فيبلغ متوسط العمر 28.9 سنة. واجه السكان الألبان بعد عام 1990 ظواهر جديدة مثل الهجرة، والتي أثرت تأثيرًا كبيرًا على التوزيع حسب المناطق والمحافظات. فشهدت المناطق في الشمال تناقصا في عدد السكان، في حين زاد العدد في تيرانا ودوريس. كان عدد سكان ألبانيا 3.152.600 يوم 1 يناير 2007 وأصبح 3.170.048 في 1 كانون الثاني / يناير 2008. وتقدر مصادر بديلة أن التعداد في يوليو 2009 هو 3.639.453، بمعدل نمو سنوي قدره 0.546 في المئة. ألبانيا هي دولة متجانسة عرقيا إلى حد كبير مع تواجد صغير للأقليات العرقية. فغالبية السكان من العرقية الألبانية (98.6 ٪). وتشمل الأقليات اليونانيين (1.17 ٪) وغيرهم (0.23 ٪) (الفلاش والمقدونيين والغجر والبلغار والمصريون البلقان والصرب). هناك خلاف في حجم الأقلية اليونانية حيث تزعم الحكومة الألبانية أن تعداد الأقلية 60.000 فقط، في حين تدعي الحكومة اليونانية أن الرقم 300.000. تعتبر أغلب المصادر الغربية أن حجم الأقلية اليونانية هو حوالي ~ 2 ٪ من السكان، اللغة السائدة هي الألبانية، مع وجود لهجتين رئيسيتين هما الغيغ والتوسك Gheg وTosk. كما أن العديد من الألبان يجيدون الإنجليزية أو الإيطالية أو اليونانية أو الألمانية.

## مجموعات عرقية
قضايا العرق والأقليات هي موضوع دقيق ويخضع للنقاش. وعلى النقيض من الإحصاءات الرسمية التي تشير إلى وجود أكثر من 97 في المئة من الألبان في البلد، فإن جماعات الأقليات (مثل الإغريق، والمقدونيين، والجبل الأسود، والغجر، والأرومانيين) كثيراً ما يتنازعون على الأرقام الرسمية، مؤكدين وجود نسبة أعلى منهم من سكان البانيا. وفقاً لتعداد 2011 المتنازع عليه، كان الانتماء العرقي كما يلي: الألبان 2,312,356 (82,6٪ من الإجمالي)، الإغريق 24,243 (0.9٪)، المقدونيون 5,512 (0.2٪)، الجبل الأسود 366 (0.01٪)، الأرومانيون 8,266 (0.30٪)، روماني8،301 (0.3٪)، مصريون البلقان 3,368 (0.1٪)، عرقيات أخرى 2,644 (0.1٪)، لا يوجد أصل عرقي 390,938 (14.0٪)، وليست محددة عرقيا 44,144 (1.6٪). فيما يتعلق بجودة البيانات، ذكرت اللجنة الاستشارية المعنية بالاتفاقية الإطارية لحماية الأقليات القومية أنه "ينبغي النظر إلى نتائج التعداد بأقصى قدر من الحذر وتدعو السلطات إلى عدم الاعتماد حصرا على البيانات". بشأن الجنسية التي تم جمعها أثناء التعداد في تحديد سياستها بشأن حماية الأقليات القومية ".
تعترف ألبانيا بتسعة أقليات وطنية أو ثقافية: اليونانية، والمقدونية، والفلاش، والجبل الأسود، والصرب، والروما، والمصريين، والبوسنيين، والبلغار. الأقليات الألبانية الأخرى غوراني، أرومانيون واليهود غير معترف بها.
اما فيما يتعلق بالإغريق، من الصعب معرفة عدد اليونانيين في ألبانيا. تقول الحكومة اليونانية، عادةً، إن هناك حوالي 300000 من العرق اليوناني في ألبانيا، لكن معظم التقديرات الغربية تقدرهم 200,000. وتقدر الحكومة الألبانية الرقم 24243 فقط. وكتاب حقائق العالم يقدر الأقلية اليونانية في البانبا 0.9٪ من مجموع السكان اما الولايات المتحدة فتستخدم وزارة الخارجية نسبة 1.17٪ للإغريق و 0.23٪ للأقليات الأخرى. ومع ذلك، يشكك الأخير في صحة البيانات المتعلقة بالأقلية اليونانية، وذلك بسبب حقيقة أن القياسات السكانية قد تأثرت بالمقاطعة اليونانية للتعدادات العامة في البلاد.

## الدين
بالرغم من أن معظم الألبان لا يزالون منضمين إلى جماعات دينية كالمسلمين والمسيحيين، فإن الأغلبية لا تشارك في الشعائر الدينية. ألبانيا دولة علمانية أي من دون دين رسمي للدولة، مع حرية الدين كونها حق دستوري. تضمن تعداد عام 2011، لأول مرة منذ عام 1930، سؤالًا مفتوحًا اختياريًا عن الدين. سجل التعداد أغلبية المسلمين (58.79٪)، منهم السنة (56.70٪) ومسلمون بكتاشية (2.09٪). المسيحيون، الذين يشكلون 16.92٪ من السكان، تشمل الروم الكاثوليك (10.03٪)، الأرثوذكس (6.75٪) والأنجليكانية (0.14٪). الملحدين يمثل 2.5 ٪ من السكان و 5.49 ٪ من غير المنتسبين إلى دين أو المؤمنين، في حين فضل 13.79 ٪ عدم الإجابة.
يبدو أن النتائج الأولية لإحصاء عام 2011 تعطي نتائج مختلفة على نطاق واسع، حيث رفض 70٪ من المستجيبين الإعلان عن اعتقادهم في أي من الأديان المذكورة. رفضت الكنيسة الأرثوذكسية الألبانية رسمياً الاعتراف بالنتائج، مدعيةً أن 24٪ من مجموع السكان تضم كنيستهم. على الرغم من قبول الجالية المسلمة السنية رسميا نتائج التعداد، إلا أن بعض مسؤولي المجتمع الإسلامي أعربوا عن عدم رضاهم عن البيانات التي تدعي أن العديد من المسلمين لم يتم عدهم وأن عدد المعتنقين بلغ حوالي 70٪ من السكان الألبان. وأثار مؤتمر الأساقفة الكاثوليك الألباني شكوكا حول الإحصاء السكاني، شاكين من أن العديد من المؤمنين لم يتم الاتصال بهم. والألبان مسلمين ينتشرون في جميع أنحاء البلاد.و يتواجد معظم الأرثوذكس والبكتاشيون في الجنوب، في حين يعيش الكاثوليك بشكل رئيسي في الشمال. وفي عام 2008، كان هناك 694 كنيسة كاثوليكية ال و 425 كنيسة أرثوذكسية، 568 مسجد و 70 تكية بكتاشيه في البلاد.
فوفقا لآخر الإحصاءات، وبناء على بيانات حكومة الولايات المتحدة الأمريكية، فإن معظم الألبان اليوم غير متدينين. وقد نتج عن مسح احصائي البيانات التالية:
- 70.00 ٪ مسلمون (سنة).
- 20.00 ٪ مسيحيون أرثوذكس.
- 8.09 ٪ رومان كاثوليك.
- 1.27 ٪ بكداشيون.
- 0.6 ٪ مسيحيون بروتستانت.
- 0.1 ٪ إنجيليون.
- 0.6 ٪ آخرون.

هناك بعض الطوائف المسيحية الصغيرة في ألبانيا من الإنجيليين والعديد من مجتمعات البروتستانت بما في ذلك الكنيسة السبتية، كنيسة يسوع المسيح لقديسي الأيام الأخيرة وشهود يهوه. أول بروتستانتي ألباني مسجل كان سعيد توباني، الذي سافر في جميع أنحاء أوروبا وعاد إلى تيرانا في 1853، حيث كان يكرز البروتستانتية. ونتيجة لذلك، ألقت السلطات العثمانية القبض عليه وسجنه عام 1864. البروتستانت الإنجيليين الرئيسيين يعود تاريخهم إلى القرن التاسع عشر، بينما تأسس التحالف الإنجيلي عام 1892. في الوقت الحالي، تضم 160 فرداً من الطوائف البروتستانتية المختلفة

## معرض صور

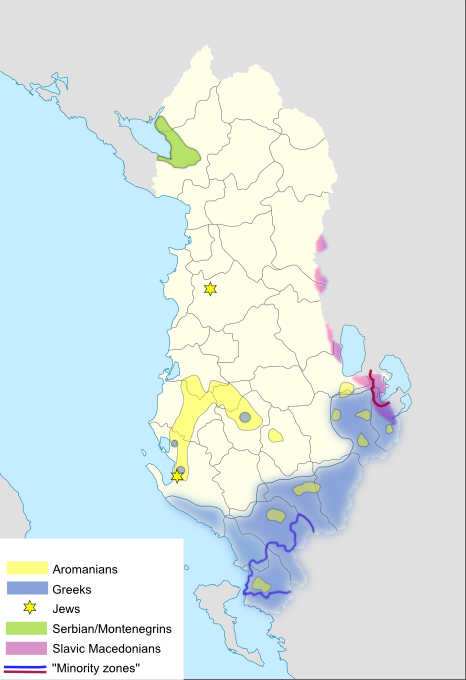
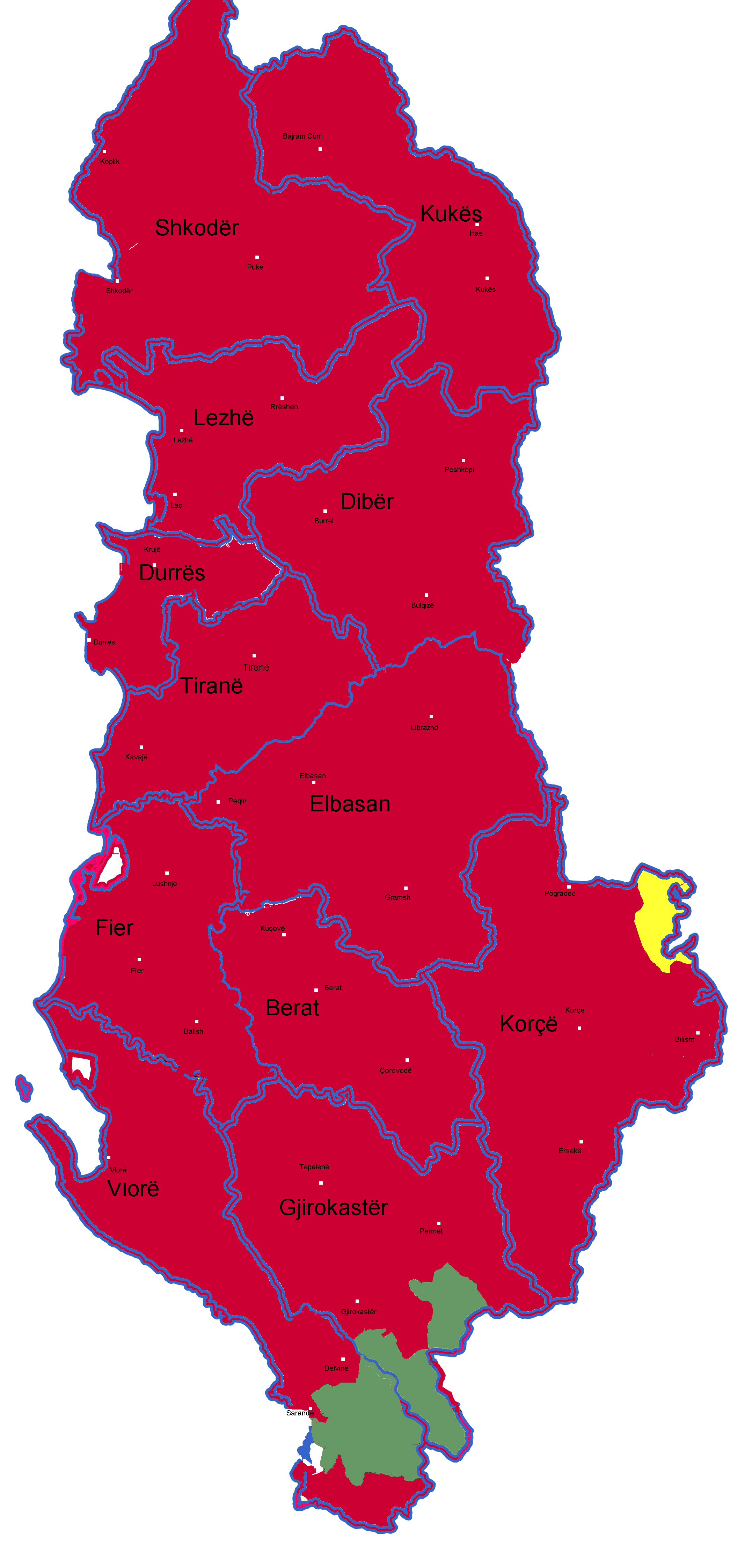
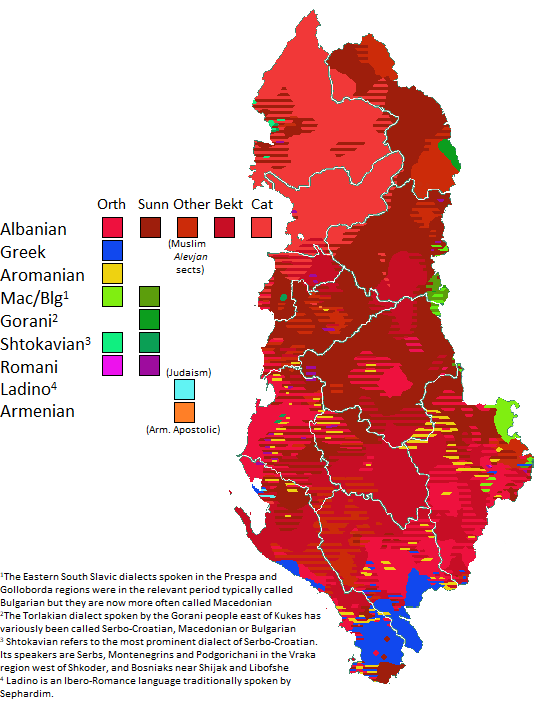